# Sant Miquel de Castellgalí
Sant Miquel de Castellgalí és una obra del municipi de Castellgalí (Bages) inclosa en l'Inventari del Patrimoni Arquitectònic de Catalunya.

## Descripció
Es tracta d'una església de dues naus, una central molt més ampla i gran que la lateral situada al costat dret. Estan cobertes amb una volta d'imitació ogival feta de maó. En el punt de creuament dels nervis de les voltes hi ha sis claus de volta amb funció ornamental. Quatre pilars, sobre els quals es recolzen uns arcs escarsers, separen la nau central de la lateral.
Sota mateix de la coberta s'obren una sèrie de finestres arrodonides que juntament amb l'ull de bou de la façana, contribueixen a la il·luminació del recinte. Una motllura situada sota les finestres recorre totes les parets de la nau. En el lateral esquerre hi ha quatre capelles, definides per unes pilastres que sobresurten lleugerament del mur. La capçalera és poligonal i a l'entrada hi ha un cor. El portal és d'estil neogòtic amb arquivoltes apuntades.
La façana està arrebossada, però té un sòcol de pedra ben tallada; la resta de l'aparell és obrat amb carreus força irregulars.
A la capçalera de la nau lateral es troba la talla barroca del Sant Crist, realitzada al segle xvii.
Torre campanar:
De planta quadrada i coronament de mirador. Representa una torre de defensa o de refugi, ja que al segle xv el veí castell de Galí restà "molt destrossat".

## Història
Està situada dins l'antic terme del castell de Castellgalí. Es creu que sempre ha estat l'església parroquial del terme, el qual és documentat des del 924. Fins al 1154 que no apareix esmentada com a parròquia de Castellgalí i hi torna el 1232. Els orígens d'aquesta església són medievals, però ha sofert diferents remodelacions i transformacions. La reforma més profunda data del S.XVII, com s'indica en una llinda de la porta situada a la capçalera (1632). El campanar, de forma quadrangular és força freqüent en les esglésies del segle xvii d'aquesta comarca. Posteriorment, en el segle xix (1897), fou engrandida i decorada amb estil neogòtic; n'és una bona mostra el portal principal. L'obra fou patrocinada per la família de Magí Pladellorenç. A l'interior s'hi col·locà un altar de marbre, amb escultures de Crist, Sant Miquel i Sant Magí, realitzades per Josep Llimona, però que foren destruïdes el 1936.